# Johann Kirchmann

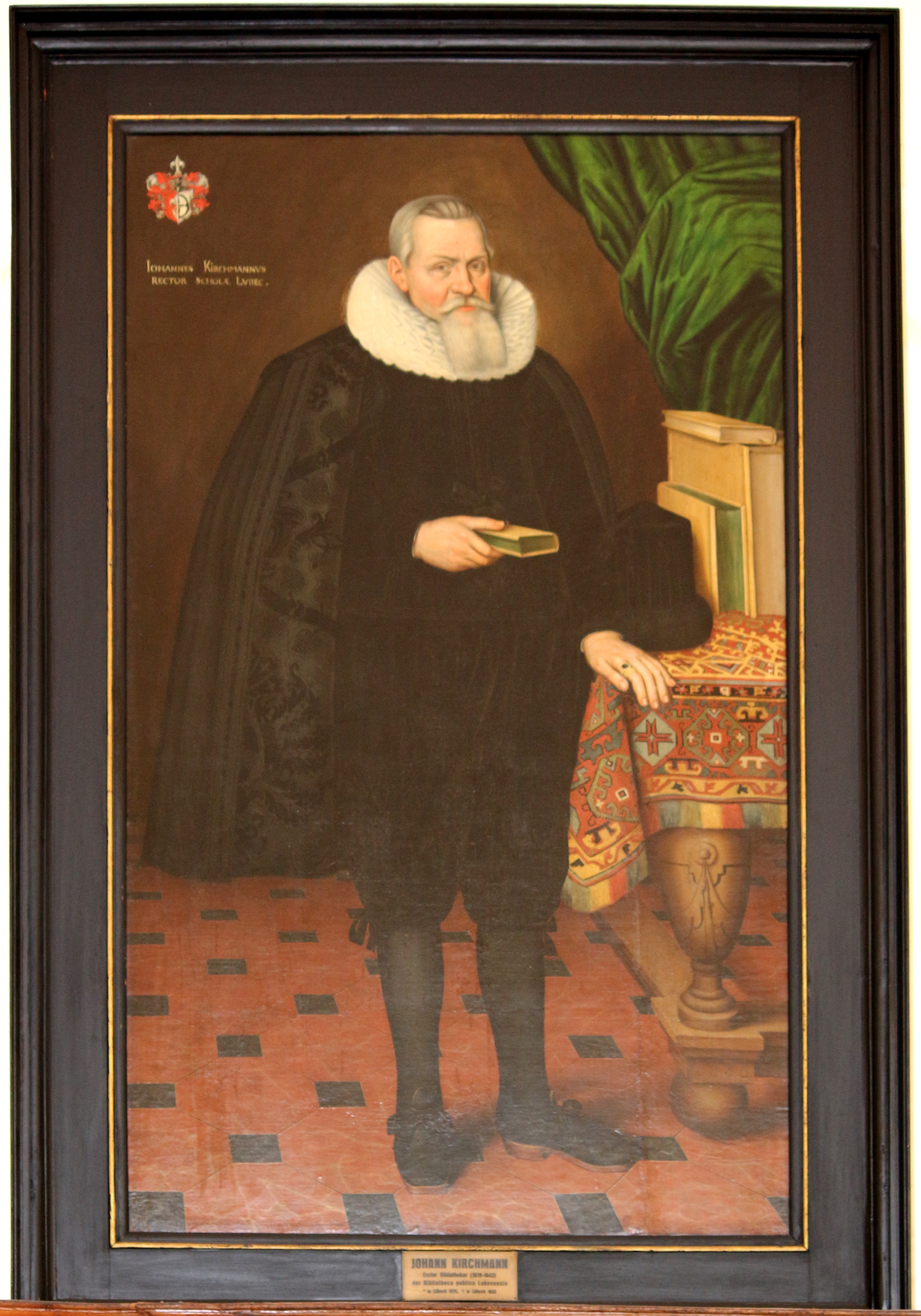
Johann Kirchmann. Gemälde von Zacharias Kniller (1611–1675)

Johann Kirchmann, auch Johannes Kirchmann (* 18. Januar 1575 in Lübeck; † 20. März 1643 ebenda), war ein deutscher Philologe, Autor und Pädagoge.

## Familie
Johann Kirchmann wurde am 18. Januar 1575 als Sohn des Kaufmanns Gerhard Kirchmann und dessen Frau Gesa geborene Dreyer (nach Stolterfoth geb. Hüneriger oder Marckward), in der Hansestadt Lübeck geboren. Im Jahr 1606 heiratete er die Tochter des Rostocker Ratsherren Joachim Schele, Emerentia († 1671); aus der Ehe gingen drei Söhne und zwei Töchter hervor. Einer seiner Söhne, der Jurist Johann Kirchmann (1615–1687), wurde später Bürgermeister der Stadt Schleswig. Seine Tochter Dorothea (1609–1637) heiratete Jacob Stolterfoht, Prediger an der Marienkirche, der Kirchmann auch die Trauerrede hielt.
Kirchmanns Epitaph in der Marienkirche mit einem von Zacharias Kniller gemalten Porträtbild verbrannte beim Luftangriff auf Lübeck 1942.

## Leben und Werk

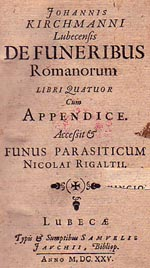
Titelkupfer zu Kirchmanns De Funeribus Romanorum

Kirchmann besuchte das Katharineum zu Lübeck und studierte später an den Universitäten von Rostock, Frankfurt/Oder, Jena, Straßburg, Altdorf und 1599 Wittenberg. 1603 wurde er Professor für Poetik an der Universität Rostock. Von 1613 bis zu seinem Tod im Jahre 1643 war er Rektor des Katharineums zu Lübeck. Im Jahr 1616 gehörte er neben dem Lübecker Bürgermeister Alexander Lüneburg und dem Superintendenten Georg Stampelius zu den Gründern der Stadtbibliothek Lübeck. Ihren aus den Bibliotheken des Rathauses, der Schule und mehrerer Kirchen zusammengetragenen Gründungsbestand verzeichnete er zwischen 1620 und 1622 (mit Nachträgen bis 1641) im ersten Bestandskatalog, den er nach Provenienzen ordnete.
Kirchmann unterhielt eine ausgedehnte Korrespondenz mit zahlreichen anderen Gelehrten seiner Zeit. Geprägt vom Späthumanismus beschäftigte er sich vor allem mit Themen aus dem Bereich der klassischen Altertumskunde. Unter seinen Schriften sind hervorzuheben De Funeribus Romanorum, eine 1605 erstmals in Hamburg veröffentlichte und später mehrfach nachgedruckte Zusammenstellung von Zitaten zu Bestattungsbräuchen im antiken Rom sowie De annulis liber (1623), eine Untersuchung zum Gebrauch von Ringen. Darüber hinaus veröffentlichte er verschiedene lateinische Reden und Gedichte. Nach seinem Tod erschienen Lehrbücher zur Rhetorik (Rudimenta rhetorica, 1652), zur Logik (Rudimenta logicae Peripateticae, 1669), sowie seine Bearbeitung der Latein-Grammatik von Nathan Chyträus (Nathanis Chytraei Grammatica Latina, 1667).

## Literatur

Verlegerzeichen in der Hamburger Ausgabe bei Georg Ludwig Frobenius